# 20 Golden Greats (álbum de Buddy Holly & The Crickets)
20 Golden Greats (también llamado Buddy Holly Lives) es un álbum de compilación de Buddy Holly & The Crickets, lanzado en 1978. 

## Características
El álbum tiene cuatro canciones de The "Chirping" Crickets, primer álbum de Buddy Holly y considerado uno de los mejores del rock and roll de los años 1950, este compilado tiene grandes producciones musicales de Buddy Holly. Tiene cinco canciones de su álbum solista Buddy Holly y el resto, son canciones que fueron publicadas únicamente en sencillos como "It Doesn't Matter Anymore", "Heartbeat" con "Well... All Right" en el lado B, "It's So Easy", "Think It Over", otras canciones fueron lados B de sencillos que no se incluyeron en ninguno de los tres álbumes de estudio de Holly.
También cuenta con producciones muy elaboradas como "Brown Eyed Handsome Man" (originalmente de Chuck Berry) y "Bo Diddley", como también canciones orquestales como "Raining in My Heart", "True Love Ways", y la escrita (en parte) por Paul Anka "It Doesn't Matter Anymore".

## Lista de canciones
- Cara A

| N.º | Título                                                          | Vocalista principal | Duración |  |
| 1.  | «That'll Be the Day» (Jerry Allison, Buddy Holly, Norman Petty) |                     | 2:16     |  |
| 2.  | «Peggy Sue» (Allison, Holly, Petty)                             |                     | 2:35     |  |
| 3.  | «Words of Love» (Holly)                                         |                     | 2:01     |  |
| 4.  | «Everyday» (Charles Hardin, Petty)                              |                     | 2:12     |  |
| 5.  | «Not Fade Away» (Petty, Hardin)                                 |                     | 2:25     |  |
| 6.  | «Oh, Boy!» (Petty, Sonny West, Bill Tilghman)                   |                     | 2:11     |  |
| 7.  | «Maybe Baby» (Petty, Holly)                                     |                     | 2:06     |  |
| 8.  | «Listen to Me» (Hardin, Petty)                                  |                     | 3:26     |  |
| 9.  | «Heartbeat» (Bob Montgomery, Petty)                             |                     | 2:13     |  |
| 10. | «Think It Over» (Holly, Petty)                                  |                     | 2:50     |  |

- Cara B

| N.º | Título                                                      | Vocalista principal | Duración |  |
| 1.  | «It Doesn't Matter Anymore» (Paul Anka)                     |                     | 2:16     |  |
| 2.  | «It's So Easy» (Holly, Petty)                               |                     | 2:14     |  |
| 3.  | «Well... All Right» (Holly, Allison, Petty, Joe B. Mauldin) |                     | 2:18     |  |
| 4.  | «Rave On» (West, Tilghman, Petty)                           |                     | 1:53     |  |
| 5.  | «Raining in My Heart» (Felice and Boudleaux Bryant)         |                     | 2:52     |  |
| 6.  | «True Love Ways» (Petty, Holly)                             |                     | 2:51     |  |
| 7.  | «Peggy Sue Got Married» (Holly)                             |                     | 2:10     |  |
| 8.  | «Bo Diddley» (Ellas McDaniel)                               |                     | 2:24     |  |
| 9.  | «Brown Eyed Handsome Man» (Chuck Berry)                     |                     | 2:07     |  |
| 10. | «Wishing» (Holly, Montgomery)                               |                     | 2:08     |  |

## Repercusión
El álbum debutó en el puesto n.º 2 en el Reino Unido, en dos semanas trepó y llegó al puesto número uno, se mantuvo en esa posición por tres semanas, permaneció un total de 20 semanas en venta. No había pasado lo mismo en el país de origen de Holly, allí el álbum llegó al puesto n.º 55. No obstante, el álbum se vendió bastante bien, se mantuvo en bajas posiciones, pero llegó a ganar el disco de oro en los Estados Unidos, en el Reino Unido llegó al disco de plata, ganó el disco de oro en Canadá, y en Suiza obtuvo el disco de platino.
El álbum apareció en el puesto n.º 92 en la lista de los 500 mejores álbumes de todos los tiempos, según Rolling Stone.